# The Invisible (album)
The Invisible è l'album di debutto di The Invisible, pubblicato il 9 marzo 2009 dall'etichetta di Matthew Herbert, Accidental Records nel Regno Unito.
L'album stesso è stato pubblicato il 9 marzo 2009 ed è stato prodotto da Matthew Herbert. La cantante londinese Eska è la corista di tutte le tracce tranne In Retrograde, London Girl e Spiral.

## Accoglienza
L'album è stato nominato per il Mercury Music Prize 2009.
La band ha ricevuto elogi generali per i suoi primi dischi, ricevendo 4 stelle su 5 dalle riviste musicali Q e Mojo.
iTunes ha assegnato all'album il premio "Album dell'anno".

## Tracce
1. In Retrograde – 2:41
2. Constant – 5:11
3. Passion – 3:56
4. London Girl – 4:00
5. Babydoll – 4:15
6. Monster's Waltz – 3:49
7. OK – 4:15
8. Jacob & The Angel – 4:51
9. Climate – 5:08
10. Tally of Souls – 3:16
11. Spiral – 3:26
12. Time Waits – 3:39